# Val Canale

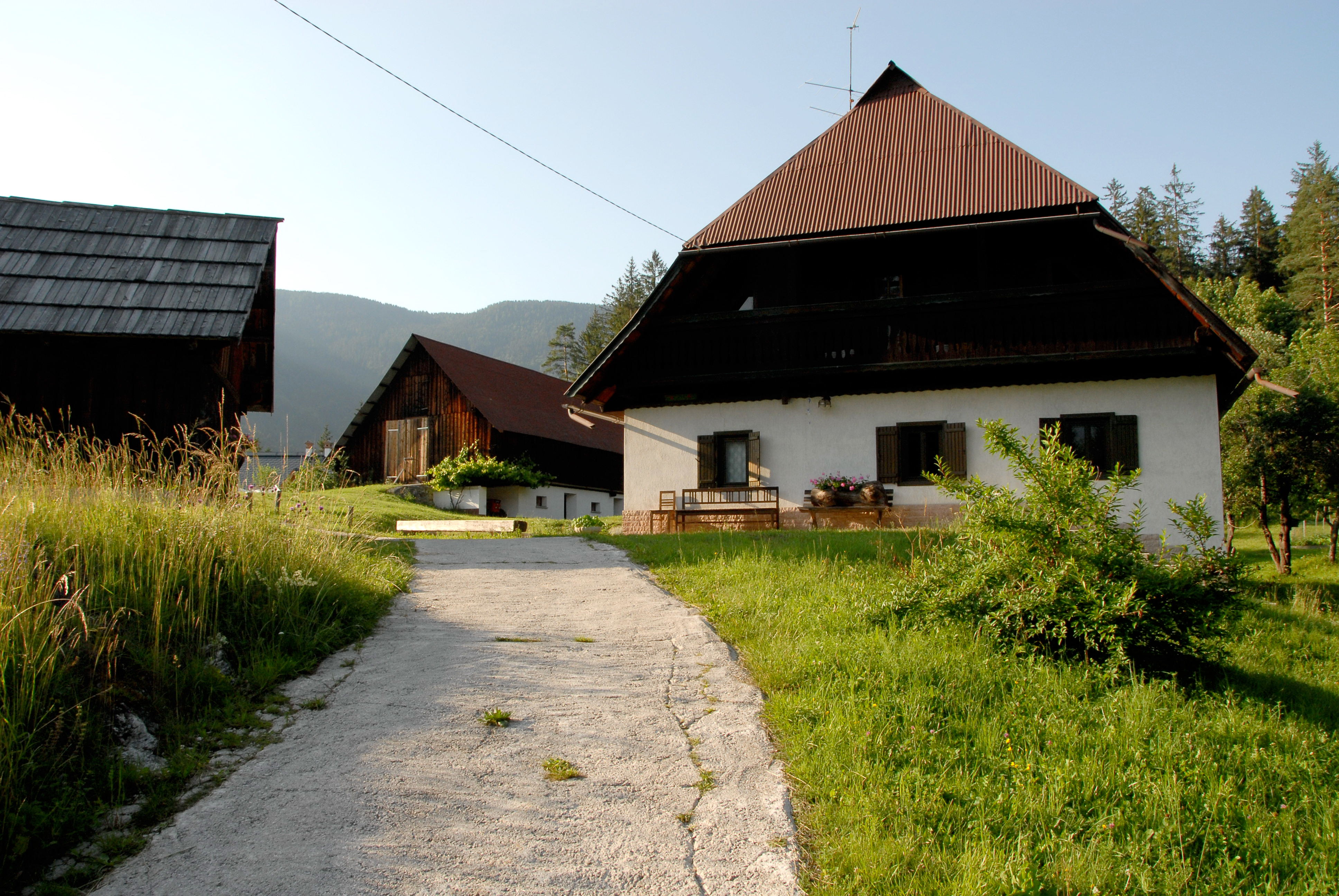
Cases muntanyenques a Tarvisio

Val Canale (friülès Val Cjanâl, alemany Kanaltal, eslovè Kanalska dolina) és una vall dels Alps que s'estén entre la província d'Udine (Friül-Venècia Júlia) i Caríntia (Àustria), entre Pontebba i Arnoldstein amb direcció Oest-Est. És travessada pel riu Fella, afluent del Tagliamento, i pel riu Slizza; la sella de Camporosso divideix les dues xarxes hidrogràfiques.
La Val Canale separa els Alps Càrnics, a l'oest, dels Alps Julians. a l'est. Els centres principals de la vall són Tarvisio, Pontebba i Malborghetto Valbruna a Friül-Venècia Júlia, i Arnoldstein a Caríntia.
Lingüísticament la vall és única a Europa, ja que hi ha elements lingüístics de quatre llengües: italià, friülès, eslovè i alemany. És fronterera entre tots aquests països. Endemés, les minories lingüístiques estan protegides per la llei italiana 482/99.

## Topònims en les quatre llengües
| Italià                | Friülà              | Eslovè             | Alemany              |
| --------------------- | ------------------- | ------------------ | -------------------- |
| Bagni di Lusnizza     | Lusnìts             | Lužnica            | Lusnitz              |
| Camporosso            | Cjampros            | Žabnice            | Saifnitz             |
| Cucco                 | Cuc                 | Kuk                | Kuk                  |
| Malborghetto Valbruna | Malborghèt-Valbrune | Naborjet-Ovčja vas | Malburgeth-Wolfsbach |
| Pontebba              | Ponteibe            | Tablja             | Pontafel             |
| Santa Caterina        | Sante Catarìne      | Šenkatríja         | Sankt Kathrein       |
| San Leopoldo          | San Leopolt         | Lipalja vas        | Leopoldskirchen      |
| Tarvisio              | Tarvis              | Trbiž              | Tarvis               |
| Ugovizza              | Ugovize             | Ukve               | Uggowitz             |
| Cave del Predil       | Gjavis              | Rabelj             | Raibl                |

## Història
La vall havia format part antigament del ducat de Caríntia i des del segle xi del ducat de Carniola. Fou incorporada a Itàlia després del Tractat de Saint-Germain-en-Laye el 1919. Quan el 1939 se signà l'Acord d'Opció al Tirol del Sud, uns 5.600 alemanys (el 80% de la comunitat) i uns 100 eslovens van marxar cap a Àustria, dels quals només va tornar un 20%. Cap a l'any 2000 encara un 20% de la població de la vall parlava alemany o eslovè,